# Jan Frederik Staal

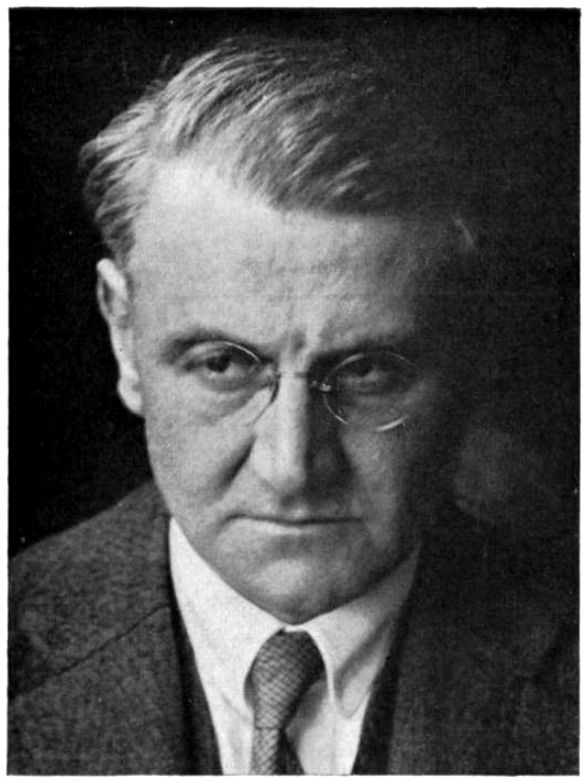
Ir. J. F. Staal, 1938

Jan Frederik („Frits“) Staal (* 28. Februar 1879 in Amsterdam; † 8. März 1940 in  Amsterdam) war ein niederländischer Architekt und eine wichtige Figur in der Entwicklung der modernen Architektur in den Niederlanden in der ersten Hälfte des zwanzigsten Jahrhunderts. Er war der Vater der Architekten Arthur und Georges Staal und des Sprachwissenschaftlers und Südasienforschers Jan Frederik Staal (auch „Frits“ genannt).

## Berufliche Laufbahn
Jan Frederik Staal wurde in eine Amsterdamer Bauunternehmerfamilie geboren. Sein Vater war Teilhaber des Bauunternehmens Staal und Haalmeyer, in dessen Büro J.F. Staal um die Jahrhundertwende zu arbeiten begann. Dort lernte er 1902 Alexander Jacobus Kropholler kennen, mit dem er 1903 eine Partnerschaft gründete. Die Entwürfe der Partner wurden zunächst von der Firma seines Vaters gebaut. Zu den ersten gehörten die Büros der Lebensversicherungsgesellschaft De Utrecht am Damrak im Zentrum von Amsterdam, die bis heute von der Gesellschaft genutzt werden und ein markantes Beispiel für die niederländische Architektur der Nieuwe Kunst (Jugendstil) in der Stadt darstellen. Gleichzeitig wurde eine weitere Niederlassung der Gesellschaft in Leeuwarden fertig gestellt.
1910 lösten Staal und Kropholler ihre Partnerschaft auf, unter anderem weil die Schwester von Kropholler, Margaret Kropholler, eine Liebesbeziehung zu Staal begann. woraufhin sich Staal den Designströmungen der Amsterdamer Schule annäherte, die sich in den Niederlanden zusammenschlossen, während das Land während des Ersten Weltkriegs neutral blieb. Seine ersten Projekte in dieser Richtung waren die Villen im Park Meerwijk in Bergen (1917–18); die zentralen Blumenmärkte in Aalsmeer;  der niederländische Pavillon auf der Internationalen Ausstellung für moderne dekorative und industrielle Kunst in Paris 1925 (die Ausstellung von 1925, die den Namen „Art Déco“ prägte); ein zwölfstöckiger „Wolkenkratzer“ in Amsterdam, bekannt als De Wolkenkrabber (1932); der neue Hauptsitz der Zeitung De Telegraaf auf dem Nieuwezijds Voorburgwal in Amsterdam (mit G.J. Langhout); die Koopmansbeurs in Rotterdam; und verschiedene Häuser im Amsterdamer Rivierenbuurt (Flussviertel). 1920 nahm er auch am Wettbewerb für ein Opernhaus am Museumplein in Amsterdam teil, den er gewann, aber sein Plan für das Opernhaus wurde nie ausgeführt. Später sollte er die Motive aus diesem Projekt auf dem Blumenmarkt in Aalsmeer und dem Telegraaf-Gebäude wieder verwenden.
Gegen Ende seiner Karriere entwickelte sich Staal schließlich zu einem Schüler der Neuen Sachlichkeit, eine Entwicklung, die sich in seinen Wohnblöcken in der Apollolaan, Beethovenstraat, Corellistraat und Bachstraat in Amsterdam zeigt. Seine Bauten an der Apollolaan/Beethovenstraat sind für seine Hinwendung zur Neuen Sachlichkeit mit ihren großen, engen Erkern besonders charakteristisch, ebenso wie die von ihm entworfenen Einfamilienhäuser an der geradzahligen Seite der Corellistraat. Sie stehen in deutlichem Kontrast zu den früheren Wohnbauten, die er an der JM Coenenstraat errichtete.

## Rezeption
Staal wurde zu einer wichtigen Figur in der Geschichte der modernen niederländischen Architektur. Einige Jahre lang war er Vorstandsmitglied der niederländischen Architekturgesellschaft Architecture et Amicitia, die ab 1914 in einem von Staal entworfenen Bankgebäude an der Herengracht in Amsterdam tagte. Von 1920 bis 1930 gehörte er auch der Redaktion der niederländischen Designzeitschrift Wendingen an. Durch diese Kontakte blühte seine Karriere auf, darunter die großen Persönlichkeiten der Amsterdamer Schule wie Hendrik T. Wijdeveld, Michel de Klerk und Piet Kramer.
Die erste Monografie über Staal, Jan Frederik Staal (1879–1940) - Der Wille des Gebäudes und der Wille der Zeit, erschien 2015, verfasst von Hans Willem Bakx und herausgegeben von der Bonas-Stiftung.

## Persönliches
Staal war zeit seines Lebens ein Sozialist und trat sogar der Kommunistischen Partei in den Niederlanden bei.
Von 1936 bis zu seinem Tod war er mit der Architektin und Designerin Margaret Staal-Kropholler (1891–1966) verheiratet, mit der er eine viel längere Beziehung hatte und die zunächst seine Assistentin war. Sie war die Schwester von Staals ehemaligem Partner Alexander Kropholler. Sie ist auf dem Neuen Ostfriedhof in Amsterdam begraben.
Staal hatte fünf Kinder, vier davon aus Beziehungen, die er vor der Heirat mit seiner Frau hatte. Sein Sohn Arthur Staal (1907–1993) war ebenfalls Architekt und entwarf 1966 den Overhoeks Tower in Amsterdam-Noord. Auch sein Sohn Georges Staal war Architekt und ein dritter Sohn Fred Staal, der in Niederländisch-Ostindien starb. Ein vierter Sohn war der Sprachwissenschaftler Frits Staal (1930–2012), der jedoch eine andere Mutter hatte als Arthur, Georges und Fred. Margareth, oder Maggie Venekamp-Staal, war sein jüngstes Kind, aus seiner Ehe mit Margaret.

## Werke (Auswahl)
- 1903: Niederlassung der Utrecht-Versicherungen, Leeuwarden (mit A. Kropholler)
- 1905: Zentrale der der Utrecht-Versicherungen, Amsterdam, Damrak 28–30 (mit A. Kropholler)
- 1905: Lagerhalle der Utrecht-Versicherungen, Amsterdam, Damrak 26 (mit A. Kropholler)
- 1905: Feuerwachturm mit Wohnhaus der Utrecht-Versicherungen, Hilvarenbeek (mit A. Kropholler)[3]
- 1906: Utrechter Archivgebäude, Utrecht (mit A. Kropholler; abgerissen)
- 1906: Die Niederlassung Utrecht, Choorstraat 14, Utrecht (mit A. Kropholler)[4]
- 1913: Amsterdamsche Handelsbank, Herengracht, Amsterdam[5]
- 1915–1918: Park Meerwijk mit den Villen De Ark, De Bark, Bilbad, Elifaz und Zofar, Bergen, (Noord-Holland)[6][7]
- 1919–1920: Wohnanlage Eigen Huis, Linnaeusparkweg, Amsterdam
- 1922–1923: Wohnanlage J.M. Coenenstraat, Amsterdam
- 1925: Niederländischer Pavillon für die Exposition des arts décoratifs et industriels, Paris (abgerissen)
- 1927–1928: Aalsmeer Auktionshaus, Aalsmeer
- 1927–1930: Hauptsitz von De Telegraaf, Nieuwezijds Voorburgwal, Amsterdam[8]
- 1927–1930: zwölfstöckiges Hochhaus („De Wolkenkrabber“), Amsterdam[9]
- 1935: Erweiterung, ein jüdisches Alten- und Behindertenheim, Weesperplein, Amsterdam[10]
- 1935–1940: Handels Beurs, Rotterdam[11]
- 1938–1939: Wohnung an der Ecke Apollolaan (65–85) und Beethovenstraat (3–9), Amsterdam.

## Galerie

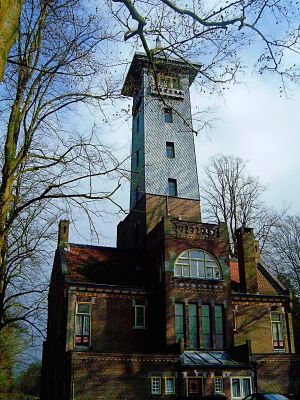
Feuerwachturm mit Wohnhaus, Hilvarenbeek, 1905
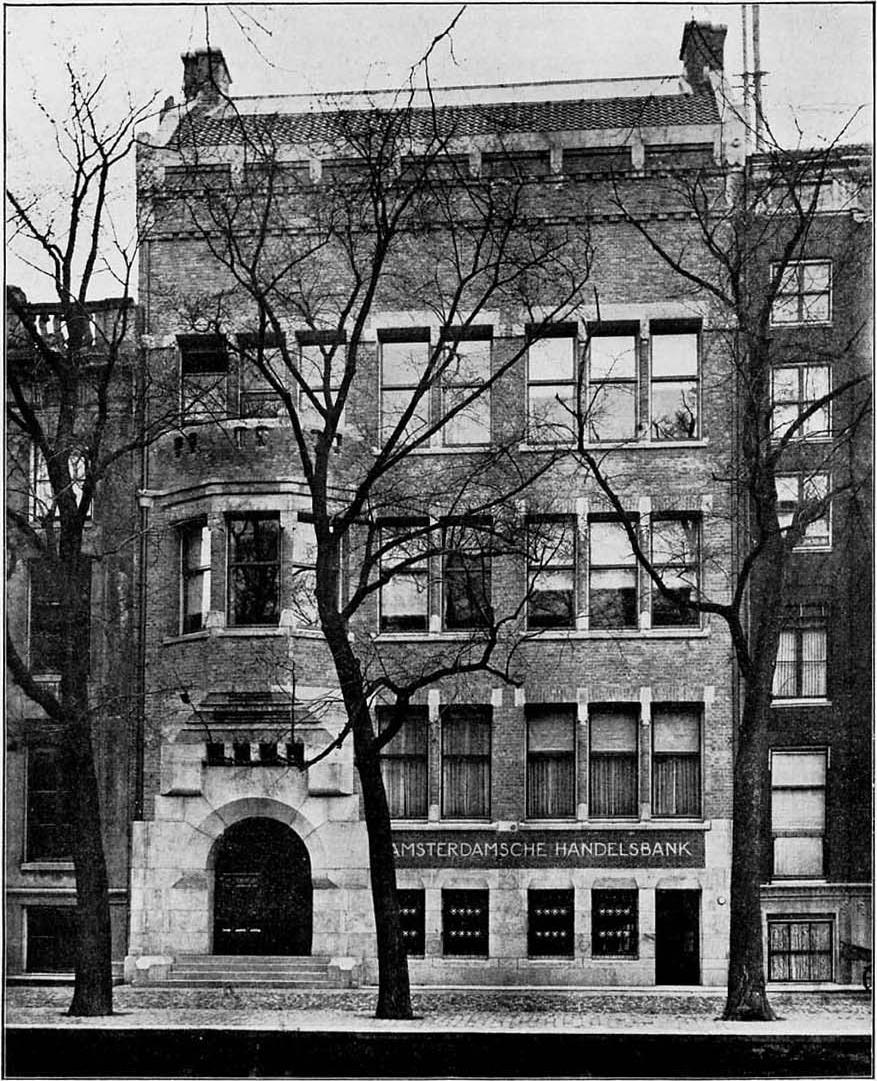
Amsterdamsche Handelsbank, Herengracht, Amsterdam, 1913
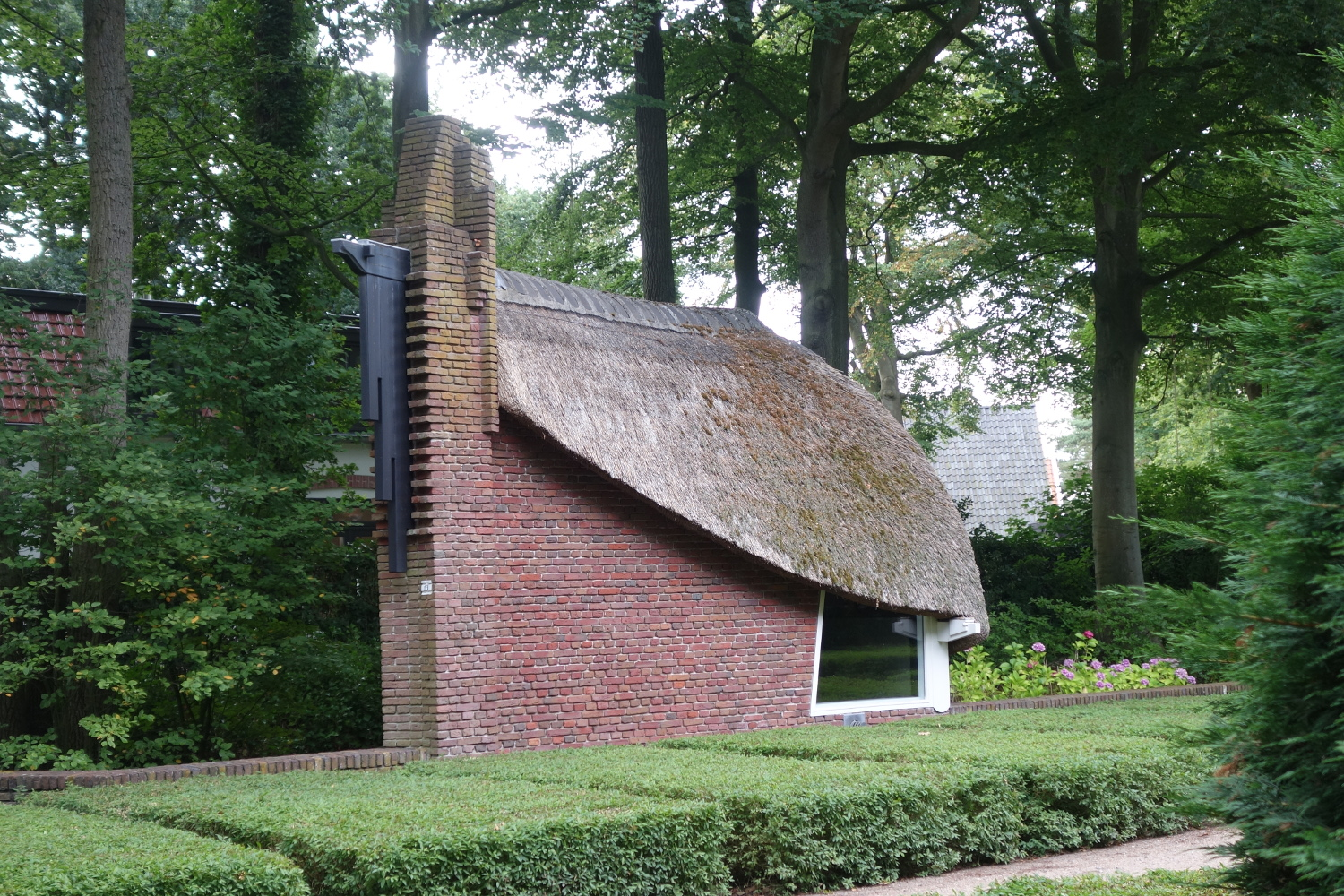
Park Meerwijk Villa De Ark, Bergen, 1915–1918
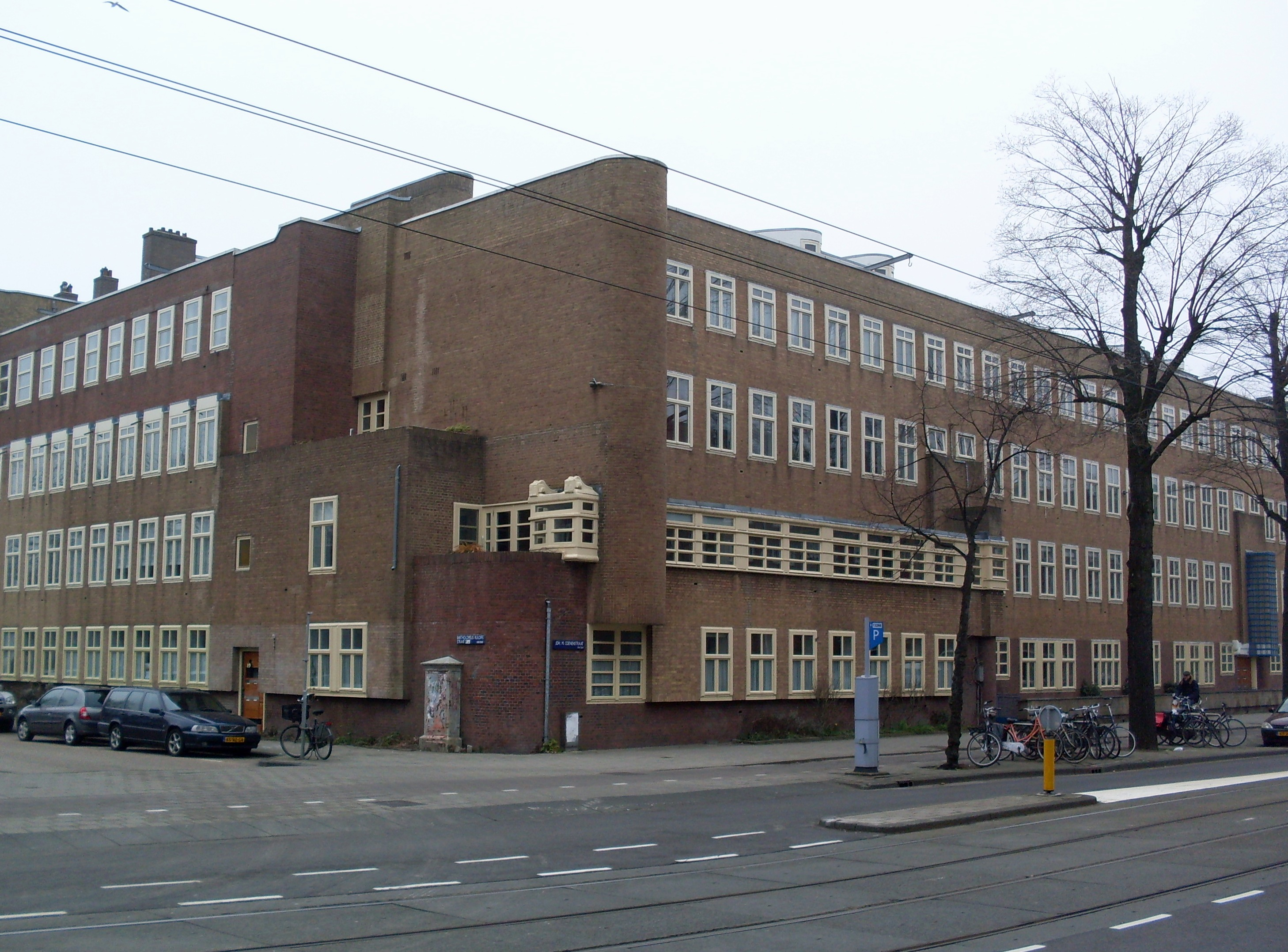
Wohnanlage J.M. Coenenstraat, Amsterdam, 1922–1923
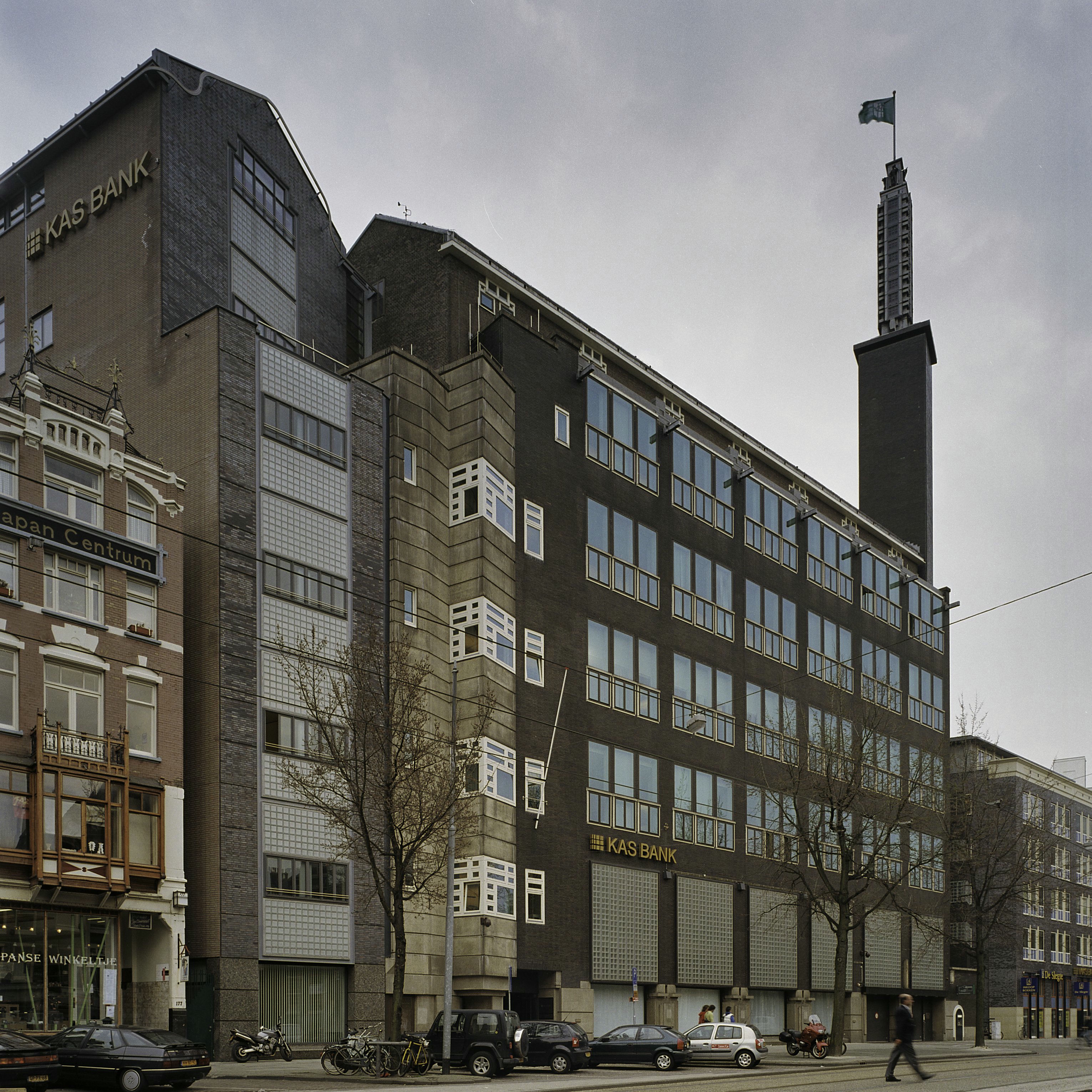
Der ehemalige Telegraaf Hauptsitz in Amsterdam, 1927–1930
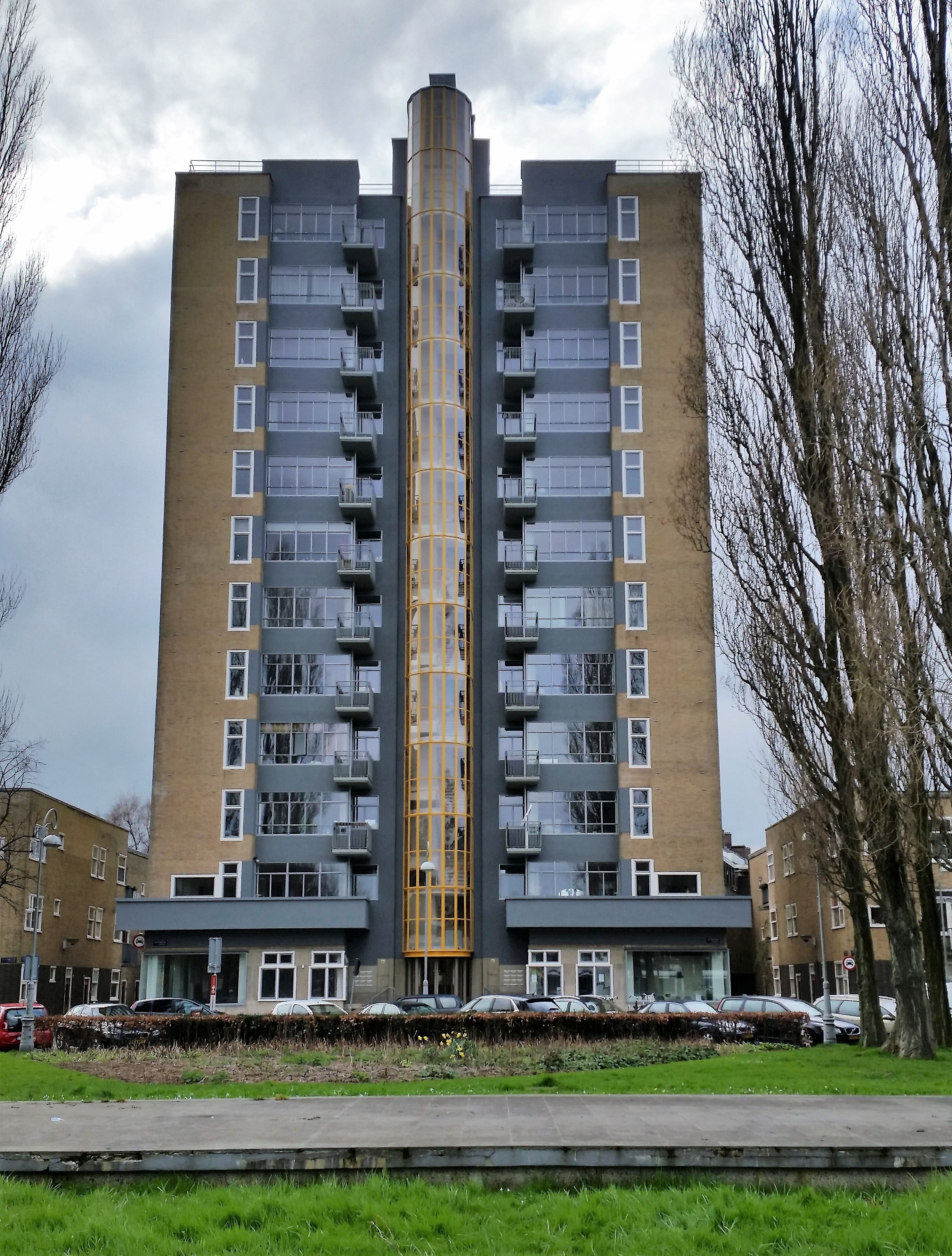
Das zwölfstöckige Hochhaus „De Wolkenkrabber“, Amsterdam, 1927–1930
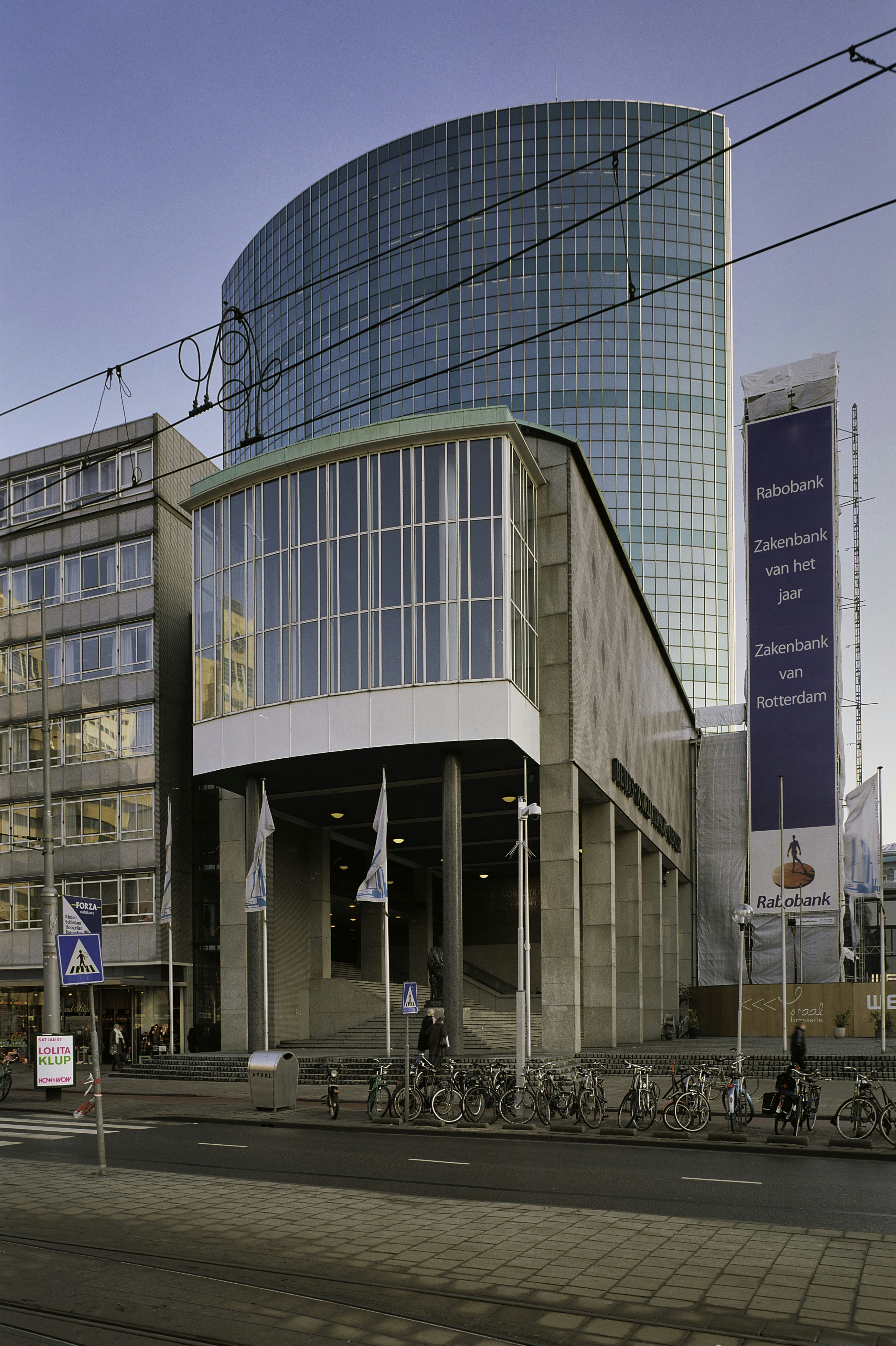
Handels Beurs, Rotterdam, 1935–1940
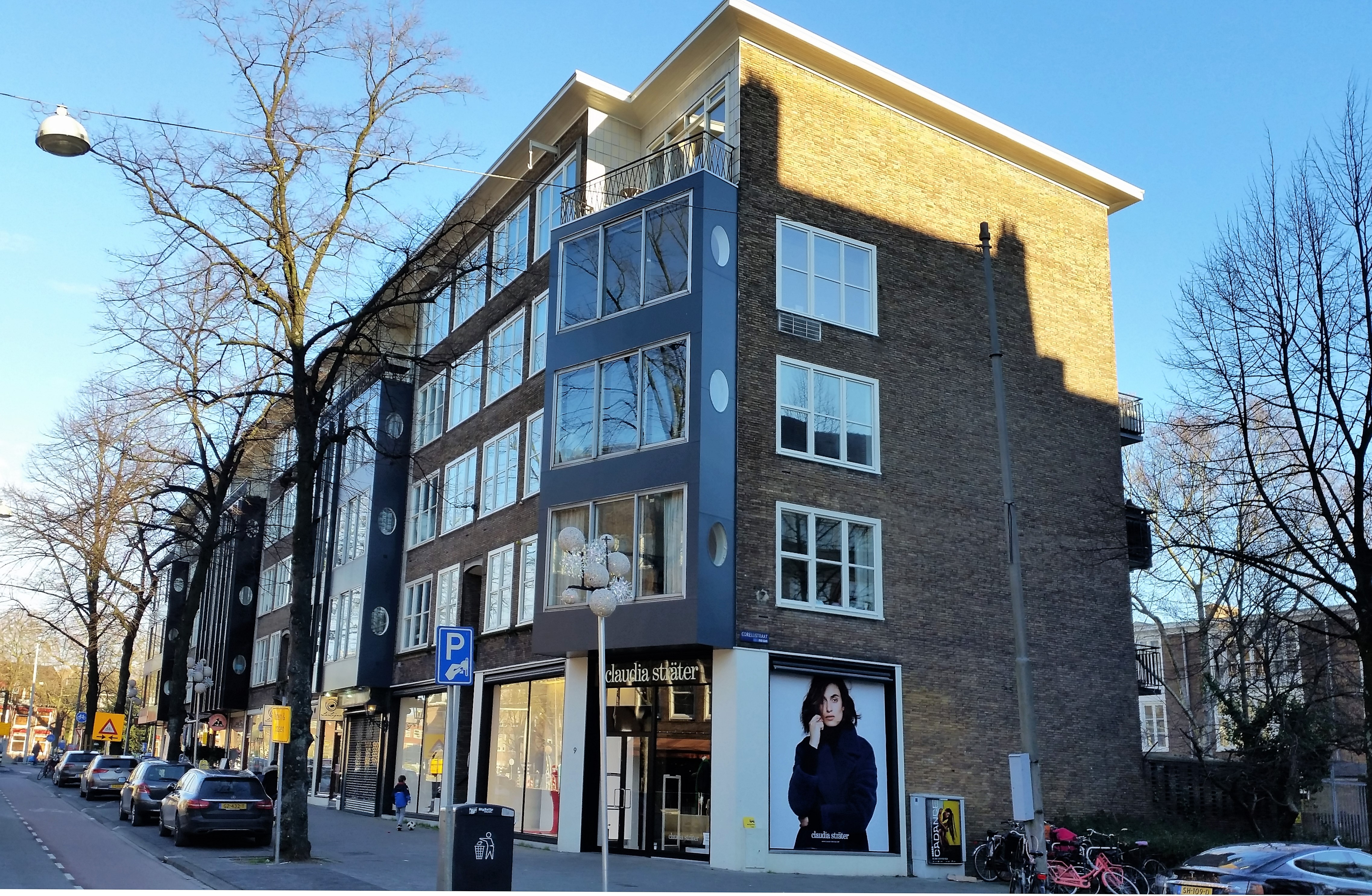
Apollolaan / Beethovenstraat, Amsterdam, 1938–1939
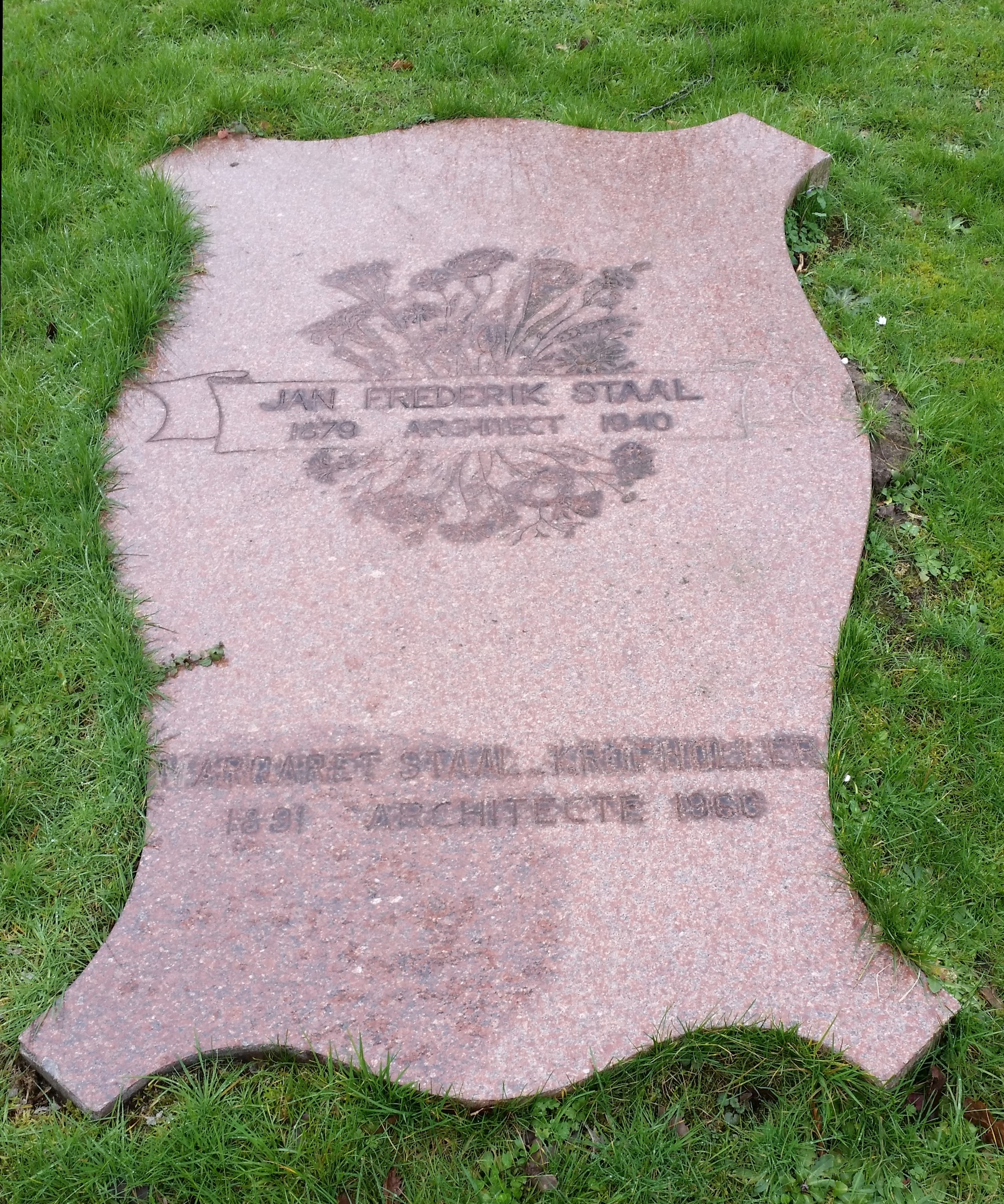
Grabstein auf dem Neuen Ostfriedhof in Amsterdam